# Joanna Gamrot
Joanna Gamrot – polska gimnastyczka sportowa.
Jest absolwentką I Liceum Ogólnokształcącego im. Króla Kazimierza Wielkiego w Olkuszu. Była zawodniczką sekcji akrobatycznej KS Nadzieja Olkusz.
Na Mistrzostwach Świata w Gimnastyce Akrobatycznej, które odbyły się od 28 do 31 października 1998 w Mińsku na Białorusi, w trójce z Edytą Kalinowską i Martą Adamiecką zdobyła złoty medal w konkurencji trójek kobiet. W roku 1996 w tym samym składzie zdobyła Mistrzostwo Polski Seniorów w trójkach kobiet.
Joanna Gamrot posiada uprawnienia sędziowskie.